# Franck Rabarivony
Franck Rabarivony (Tours, 15 de novembre de 1970) és un exfutbolista franco-malgaix que jugava com a defensa. Va ser internacional amb la selecció de Madagascar, tot i no haver jugat en la lliga local.

## Trajectòria
Promesa del futbol francès, el 1987 es proclamava campió estatal en categoria cadet. Debutaria a la Ligue 1 amb l'AJ Auxerre, amb qui guanyaria la Copa de 1994 i fa el doblet dos anys després. Entre 1998 i 2001 milita al Reial Oviedo, de la competició espanyola.
Posteriorment, recalaria als modestos Vitória Guimarães portuguès i Skoda Xanthi grec. Des del 2003 hi juga a l'US Stade Tamponnaise, equip de l'illa de Reunion. Ha guanyat en tres ocasions el campionat local (05, 06 i 07).